# La notte più lunga
La notte più lunga (Dark Sacred Night) è un romanzo dello scrittore statunitense Michael Connelly, edito nel 2018, il secondo con protagonista la detective Renée Ballard che in questa occasione si ritrova a collaborare con Harry Bosch, alla sua ventunesima avventura.

## Trama
La detective Renée Ballard si ritrova ancora confinata all'Ultimo Spettacolo, il turno di notte della polizia di Los Angeles, nonostante abbia risolto lo spinoso caso del Dancers. Nell'ambiente non tutti le hanno ancora perdonato la denuncia di molestie sessuali fatta nei confronti del suo superiore, il tenente Olivas, motivo che è all'origine della sua retrocessione all'Ultimo Spettacolo.
Una sera Ballard si imbatte in Harry Bosch, detective del LAPD in pensione che continua a occuparsi dei cold case per conto del distretto di San Fernando. Bosch sta lavorando su un caso che lo opprime, la morte della quindicenne Daisy Clayton trovata cadavere nove anni prima dentro un sacco della spazzatura. Onorando una promessa fatta alla madre di Daisy, Bosch è determinato a risolvere il mistero e assicurare alla giustizia l'assassino rimasto a piede libero. Ballard è sempre stata restia a collaborare con gli uomini, a maggior ragione dopo quanto le è accaduto, tuttavia il famoso detective Bosch accende in lei la determinazione nel risolvere il caso Clayton.

## Edizioni
- Michael Connelly, La notte più lunga, traduzione di Alfredo Colitto, 1ª ed., Piemme, 2019,  pp. 381, cap. 50, ISBN 978-88-566-7295-4.